# Sinunukan I
Sinunukan I is een bestuurslaag in het regentschap Mandailing Natal van de provincie Noord-Sumatra, Indonesië. Sinunukan I telt 557 inwoners (volkstelling 2010).